# XVIII Giochi olimpici invernali
I XVIII Giochi olimpici invernali (in giapponese 第18回オリンピック冬季競技大会, Daijūhachi-kai Orinpikku Tōkikyōgi Taikai) si sono svolti a Nagano (Giappone) dal 7 al 22 febbraio 1998.

## Assegnazione
A seguito di uno scandalo sulle candidature per le Olimpiadi invernali del 2002 avvenuto nell'estate del 2000, Atlanta, che ha ospitato le Olimpiadi estive del 1996, Nagano e Sydney, che ha ospitato le Olimpiadi estive del 2000, sono state sospettate di simili irregolarità nelle pratiche di offerta. Sebbene non sia mai stato fatto nulla di illegale, i doni ai membri del CIO erano considerati moralmente dubbi.[3] Il comitato di candidatura olimpica di Nagano ha speso circa 14 milioni di dollari per intrattenere i 62 membri del Comitato Olimpico Internazionale e molti dei loro accompagnatori. Le cifre precise non sono note poiché Nagano, dopo che il CIO ha chiesto che le spese per l'intrattenimento non fossero rese pubbliche, ha distrutto i registri finanziari, secondo il membro della candidatura Junichi Yamaguchi.
| Città          | Paese       | Round 1 | Run-off | Round 2 | Round 3 | Round 4 |
| Nagano         | Giappone    | 21      | —       | 30      | 36      | 46      |
| Salt Lake City | Stati Uniti | 15      | 59      | 27      | 29      | 42      |
| Östersund      | Svezia      | 18      | —       | 25      | 23      | —       |
| Jaca           | Spagna      | 19      | —       | 5       | —       | —       |
| Aosta          | Italia      | 15      | 29      | —       | —       | —       |

## Sviluppo e preparazione

### Organizzazione
Il comitato organizzatore ha riconosciuto tre obiettivi per i giochi, che hanno definito "Giochi del cuore": promuovere la partecipazione dei giovani, la convivenza con la natura, creare un festival con al centro la pace e l'amicizia. Realizzare il primo obiettivo , è stato creato un campo che ha riunito 217 giovani provenienti da 51 paesi, insieme al programma "Una scuola, un paese" nella Prefettura di Nagano. Questo programma ha organizzato scambi culturali con altri paesi. Inoltre, più di 100.000 biglietti sono stati riservati ai bambini. Per quanto riguarda il secondo punto, gli organizzatori hanno cercato di ridurre al minimo l'impatto sulla loro natura e sull'ecosistema locale. Per quanto riguarda il terzo punto, una tregua internazionale organizzata da le Nazioni Unite nel 1997 furono adottate durante i Giochi.

### Sedi di gara
| Impianto                      | Comune      | Sport                                       | Inaugurazione | Capacità | Note |
| ----------------------------- | ----------- | ------------------------------------------- | ------------- | -------- | ---- |
| Aqua Wing Arena               | Nagano      | Hockey su ghiaccio                          | 1997          | 6.000    |      |
| Big Hat                       | Nagano      | Hockey su ghiaccio                          | 1994          | 10.104   |      |
| Hakuba Ski Jumping Stadium    | Hakuba      | Combinata nordica Salto con gli sci         | 1992          | 45.000   |      |
| Hakuba Happoone Winter Resort | Hakuba      | Sci alpino                                  | -             | 20.000   |      |
| Iizuna Kogen Ski Area         | Iizuna      | Freestyle                                   | -             | 12.000   |      |
| Kanbayashi Snowboard Park     | Yamanouchi  | Snowboard                                   | 1995          | 10.000   |      |
| Kazakoshi Park Arena          | Karuizawa   | Curling                                     | 1996          | 1.294    |      |
| M-Wave                        | Nagano      | Pattinaggio di velocità                     | 1996          | 10.000   |      |
| Stadio Olimpico di Nagano     | Nagano      | Cerimonia di apertura Cerimonia di chiusura | 1998          | 50.000   |      |
| Mount Higashidate             | Yamanouchi  | Sci alpino                                  | -             | 20.000   |      |
| Mount Yakebitai               | Yamanouchi  | Sci alpino                                  | -             | 20.000   |      |
| Nozawa Onsen Ski Resort       | Nozawaonsen | Biathlon                                    | -             | 20.000   |      |
| Snow Harp                     | Hakuba      | Sci di fondo Combinata nordica              | 1996          | 20.000   |      |
| Spiral                        | Iizuna      | Bob Slittino                                | 1997          | 10.000   |      |
| White RIng                    | Nagano      | Pattinaggio di figura Short track           | 1996          | 7.351    |      |

## I Giochi

### Discipline
Il programma olimpico prevedeva competizioni in 14 discipline:
| Disciplina              | Maschile | Femminile | Misti | Totali |
| ----------------------- | -------- | --------- | ----- | ------ |
| Biathlon                | 3        | 3         |       | 6      |
| Bob                     | 2        |           |       | 2      |
| Combinata nordica       | 2        |           |       | 2      |
| Curling                 | 1        | 1         |       | 2      |
| Freestyle               | 2        | 2         |       | 4      |
| Hockey su ghiaccio      | 1        | 1         |       | 2      |
| Pattinaggio di figura   | 1        | 1         | 2     | 4      |
| Pattinaggio di velocità | 5        | 5         |       | 10     |
| Salto con gli sci       | 3        |           |       | 3      |
| Sci alpino              | 5        | 5         |       | 10     |
| Sci di fondo            | 5        | 5         |       | 10     |
| Short track             | 3        | 3         |       | 6      |
| Slittino                | 2        | 1         |       | 3      |
| Snowboard               | 2        | 2         |       | 4      |
| Totale (14 discipline)  | 37       | 29        | 2     | 68     |

## Risultati

### Medagliere
Di seguito le prime 10 posizioni del medagliere:
  Nazione ospitante 
| Pos. | Paese         | Oro | Argento | Bronzo | Totale |
| ---- | ------------- | --- | ------- | ------ | ------ |
| 1    | Germania      | 12  | 9       | 8      | 29     |
| 2    | Norvegia      | 10  | 10      | 5      | 25     |
| 3    | Russia        | 9   | 6       | 3      | 18     |
| 4    | Canada        | 6   | 5       | 4      | 15     |
| 5    | Stati Uniti   | 6   | 3       | 4      | 13     |
| 6    | Paesi Bassi   | 5   | 4       | 2      | 11     |
| 7    | Giappone      | 5   | 1       | 4      | 10     |
| 8    | Austria       | 4   | 5       | 9      | 17     |
| 9    | Corea del Sud | 3   | 1       | 2      | 6      |
| 10   | Italia        | 2   | 6       | 2      | 10     |

### Protagonisti
- Bjørn Dæhlie (Norvegia, sci di fondo): vince tre medaglie d'oro, portando complessivamente a dodici medaglie (di cui otto d'oro) il suo palmarès olimpico, diventando l'atleta più medagliato della storia dei Giochi olimpici invernali.
- Kazuyoshi Funaki (Giappone, salto con gli sci): vince la medaglia d'oro sul trampolino grande K120, ottenendo da tutti i giudici il massimo punteggio per lo stile. Oltre all'argento nel trampolino corto K90, guida il quartetto giapponese alla vittoria nella gara a squadre.
- Deborah Compagnoni (Italia, sci alpino): con la vittoria nello slalom gigante diventa la prima atleta dello sci alpino a vincere una medaglia d'oro in tre edizioni diverse dei Giochi.
- Hermann Maier (Austria, sci alpino): vince due medaglie d'oro, in slalom gigante e in supergigante, pochi giorni dopo una terrificante caduta in discesa libera. Le immagini di Maier che si rialza faranno il giro del mondo e, associate a quelle che lo ritraggono con i due ori al collo, diventeranno uno spot ideale dello spirito olimpico.